# Гурінович Роман Юрійович
Роман Юрійович Гурінович — старший солдат Збройних сил України, учасник російсько-української війни, відзначився у ході російського вторгнення в Україну.

## Життєпис
Роман Гурінович народився 1994 року в селі Судилків (з 2020 року - Судилківської сільської територіальної громади) Шепетівського району Хмельницької області. Після закінчення загальноосвітньої школи в рідному селі в 2015-2016 роках проходив строкову службу в лавах ЗСУ. Працював оглядачем-ремонтником вагонного депо станції Дарниця в місті Києві. В 2020 році підписав контракт та неодноразово перебував у зоні проведення ООС. З початком повномасштабного російського вторгнення в Україну перебував на передовій. В одному з боїв було поранено, а 11 березня - евакуйовано до Дніпра.

## Нагороди
- орден «За мужність» III ступеня (2022) — за особисту мужність і самовіддані дії, виявлені у захисті державного суверенітету та територіальної цілісності України, вірність військовій присязі[3][4].